# Dekanat Białystok – Nowe Miasto
Dekanat Białystok – Nowe Miasto – jeden z 13 dekanatów w rzymskokatolickiej archidiecezji białostockiej.

## Parafie
W skład dekanatu wchodzi 11 parafii:
- parafia św. Stanisława BM w Białymstoku
- parafia św. Jana Pawła II w Ignatkach-Osiedlu
- parafia Świętej Trójcy w Juchnowcu Kościelnym
  - kościół parafialny – Sanktuarium Matki Bożej Królowej Rodzin
- parafia św. Teresy od Dzieciątka Jezus w Kleosinie
- parafia św. Józefa Rzemieślnika w Księżynie
- parafia św. Antoniego Padewskiego w Niewodnicy Kościelnej
  - kościół parafialny – Sanktuarium św. Antoniego Padewskiego
- parafia NMP Częstochowskiej w Rynkach
- parafia Bożego Ciała w Surażu
- parafia Niepokalanego Poczęcia NMP w Tryczówce
- parafia Świętej Trójcy w Turośni Kościelnej
- parafia św. Wojciecha w Uhowie
  - kościół parafialny – Kościół św. Wojciecha

Na terenie dekanatu swoją siedzibę ma parafia wojskowa św. Jerzego należąca do dekanatu Inspektoratu Wsparcia Sił Zbrojnych Ordynariatu Polowego Wojska Polskiego.

## Władze dekanatu
- Dziekan: ks. Andrzej Kondzior
- Wicedziekan: wakat[2]
- Ojciec duchowny: ks. Krzysztof Herman

## Sąsiednie dekanaty
Białystok – Bacieczki, Białystok – Dojlidy, Białystok – Starosielce, Białystok – Śródmieście, Bielsk Podlaski (diec. drohiczyńska), Brańsk (diec. drohiczyńska), Łapy (diec. łomżyńska).